# Fussa
Fussa (japonsky 福生市) je město v prefektuře Tokio v Japonsku. K roku 2018 v něm žilo přibližně 58 tisíc obyvatel.

## Poloha
Fussa leží na řece Tamě, přítoku Tokijského zálivu, která jí protéká od severozápadu k jihozápadu. Leží na západ od Tokia a na sever od Hačiódži.

## Dějiny
Jako město vzniklo Fussa v roce 1970.